# Henrico Atkins
Henrico Atkins, född 8 september 1966, är en friidrottare från Barbados. Han deltog vid olympiska sommarspelen 1988 och olympiska sommarspelen 1992.